# FU Близнецов
FU Близнецов (лат. FU Geminorum) — одиночная переменная звезда в созвездии Близнецов на расстоянии (вычисленном из значения параллакса) приблизительно 7 750 световых лет (около 2 376 парсек) от Солнца. Видимая звёздная величина звезды — от +15,3m до +13,9m.

## Характеристики
FU Близнецов — красная пульсирующая медленная неправильная переменная звезда (LB) спектрального класса M. Эффективная температура — около 3295 К.